# リライアント・ロビン
ロビン（英語: Reliant Robin）は、イギリスの自動車メーカー、リライアント・モーターが生産・販売していた三輪自動車である。

## 概要
ロビンは1973年10月、それまでのリーガルの後継車種として生産が開始された。1981年に一度生産を終了し後継車種のリアルトが登場するが、1989年に同車の後継としてロビンのネーミングが復活し、2001年まで生産された。
レイアウトは前1輪・後2輪であり、駆動方式は後輪駆動（FR）。当時のイギリスでは三輪自動車はバイク免許で乗ることもでき、車両の扱いもバイクとほぼ同じであり、当時ロビンより安かった四輪自動車の「ミニ」よりも税金面（オートバイでの登録課税）で優遇されたため、労働者階級に人気があった。
Mk1（1973年 - 1981年）
生産初期は748 ccの直列4気筒OHVガソリンエンジンを搭載し、1975年には改良された848 ccのエンジンに変更された。
Mk2（1989年 - 1998年）
ボディにガラス繊維の繊維強化プラスチック（GMT）を採用し、タイヤ・ホイールを12インチに変更した。リアルトも1998年まで併売。
Mk3（1999年 - 2001年）
フロントマスクを中心にボディパネルが手直しされた。ヘッドライトにはボクスホール・コルサBの部品を用いている。

### 日本の法規における扱い
日本では、トライク（ミニカーを含む）登録車両や三輪自動車の運転には普通自動車以上の免許が必要となるため、各バイク免許（大型二輪、普通二輪、原付）での運転はできない。
乗員席が車室（ボディ）で覆われているため、三輪小型乗用（5・7ナンバー）登録となる（自動二輪扱いの側車付き二輪とはならない）。同類の車両としてはイセッタやメッサーシュミット（KR-175/KR-200）がある。
なお、自動車税は「小型三輪」が適用される。

## 登場した作品
自動車番組「トップ・ギア」のシリーズ9エピソード4において、リチャード・ハモンドとジェームズ・メイが車を使った再利用可能の宇宙船を作るべく、｢ロケットのような形をした（車）｣との理由でロビンをスペースシャトルに改造、最終的に繰り返し使用できる宇宙船（スペースシャトル）の開発をする企画があった。劇中ではスペースシャトル・オービター風に外観を改造したロビンに固体ロケットブースター2基とロケット付き外部燃料タンクを装備して実際に無人で打ち上げたものの、燃料タンクの切り離しに失敗してそのまま墜落・爆発している（予定では切り離し後にラジコン操縦で着陸させるはずだった）。
同作品のシリーズ15エピソード1では、ジェレミー・クラークソンがロビンMk.2（1994年式）に乗ってシェフィールドから14マイル（約23 km）離れたロザラムに向かう企画があった。その道中、ジェレミーはロビンを何度も故意に横転させている。